# Opius hluluhwegamenicus
Opius hluluhwegamenicus är en stekelart som beskrevs av Fischer 1974. Opius hluluhwegamenicus ingår i släktet Opius och familjen bracksteklar. Inga underarter finns listade i Catalogue of Life.